# Лига десяти сообществ
Лига десяти сообществ (нем. Zehngerichtenbund, итал. Lega delle Dieci Giurisdizioni, романш. Lia da las Diesch Dretgiras) — ассоциированное государство в составе Швейцарского союза, существовавшее с 1436 по 1799 год. После 1471 года объединилось с Лигой дома Божьего и Серой лигой  в государственное образование под названием Три Лиги. Располагалось в долинах Переднего Рейна и округа Хинтеррайн в Ретии.

## История
30 апреля 1436 года умер последний граф Тоггенбурга Фридрих VII, не оставивший потомков мужского пола и завещания. В его владения входила долина Преттигау, долина в верховьях реки Альбула (с замком Бельфорт), Курвальден, долина Шанфигг и Майенфельд.
Все эти населённые пункты ожидала участь раздела между местными феодалами или перехода под юрисдикцию австрийских герцогов их дома Гасбургов, но их руководство достигло соглашения со вдовой покойного графа Елизавете фон Матш. 8 июня 1436 года в Давосе лидеры Клостерса, Давоса, Кастелса, Ширса, Сент-Питера, Лангвиса, Курвальдена, Бельфорта, Майенфельда и бывшего под юрисдикцией правителей замкк Неу-Аспермонт Маланса встретились и согласились коллективно защищать свои права, заключать другие пакты и договоры, назначать судей от каждой общины и повторно присягать пакту каждые двенадцать лет. Примечательно, что в создании пакта не участвовали дворяне, вместо этого клялись простые люди из общин.
Первым лидером Лиги был Ульрих Бели из Давоса, и все будущие Bundstage (заседания Совета) проходили в Давосе. Лига быстро присоединилась к другим соседним лигам. В течение одного года (1437 г.) восемь членов Лиги уже вступили в союз с Лигой дома Божьего, к 1450 году обе лиги объединились. В 1471 году состоялось объединение с Серой лигой, что положило начало Трём лигам.
Вскоре после смерти Тоггенбургов Лига не смогла предотвратить разделение прав суда и правосудия и передачи их местным дворянам. Хотя члены Лиги контролировали местное управление и политику, они не контролировали высшее правосудие и налоги.
Большая часть Лиги была отдана графам Монфортам, нижний Преттигау достался графам фон Матш, а Майенфельд и Маланс — барону фон Брандису. Монфорты и фон Матши в 1470 и 1477 годах продали свои права австрийскому эрцгерцогу Сигизмунду, который объединил две территории (восемь юрисдикций) в один вогт, которым управлял назначенный ландвогт, который обычно был членом лиги. Ландвогты жили в замке Кастелс недалеко от Луцайна.
После 1471 года Лига десяти сообществ принимала активное участие в деятельности Трёх лиг. После 1486 года её войска совместно участвовали в боевых действиях вместе с входившими в объединение Лигой дома Божьего и Серой лигой. 23 апреля 1524 года три объединения подписали конституцию Bundesbrief, в соответствии с которым официально были созданы Три лиги. Однако некоторые права в пределах Десяти сообществ по-прежнему принадлежали благородным семьям. Например, барон фон Брандис владел членом лиги Майенфельдом (в 1509 году он отделил общину от своих владений и передал её Трём лигам). Майенфельд стал вогтом Лиги, то есть одновременно был её голосующим членом и пребывал под её контролем (косвенно управляя самим собой).
Три лиги являлись союзниками Швейцарского союза, что было в том числе вызвано экспанскией австрийских герцогов из дома Габсбургов. Война Муссо против Миланского герцогства в 1520 году сблизило лигу с Швейцарским союзом, ассоциированным членом которого она стала. Права на высшее правосудие принадлежали герцогам Австрии, пока Лига не выкупила эти права в 1649—1652 годах у Фердинанда IV. Только после этого она стала полноценным участником Трёх лиг.
В 1798 году в ходе французских революционных войн лига вошла в состав Гельветической республики, а после акта посредничества французского первого консула Наполеона Бонапарта 1803 года стала кантоном Граубюнден, чей герб и флаг заимствует символику все трёх союзов.